# Ambassade des États-Unis en Afrique du Sud
L'ambassade des États-Unis en Afrique du Sud est la représentation diplomatique des États-Unis d'Amérique auprès de la république d'Afrique du Sud. Elle est située dans le quartier d'Arcadia à Pretoria, la capitale du pays.

## Situation
L'ambassade occupe un bâtiment contemporain, situé 877 Pretorius Street, dans le quartier d'Arcadia, qui abrite de nombreuses ambassades.

## Histoire
Le gouvernement des États-Unis reconnait l'Union d'Afrique du Sud le 5 novembre 1929 quand le président Herbert Hoover accepte les lettres de créance d'Eric Louw comme représentant diplomatique sud-africain. Le 19 décembre suivant, Ralph J. Totten est nommé ministre-résident et consul général américain en Afrique du Sud.
Le 21 décembre 1948, les légations respectives des deux pays sont élevées au rang d'ambassades.
Entre les années 1960 et 1990, les relations entre les deux pays sont affectées par la politique sud-africaine de l'apartheid.

## Ambassadeurs
Reuben Brigety (en) est nommé ambassadeur par le président Joe Biden en février 2022 et confirmé par le Sénat le 21 juillet suivant. Il remet ses lettres de créance au président Cyril Ramaphosa le 11 août. Il quitte ses fonctions en janvier 2025.